# Groban
Groban är ett berg i Storbritannien.   Det ligger i kommunen Highland och riksdelen Skottland, i den norra delen av landet, 700 km nordväst om huvudstaden London. Toppen på Groban är 749 meter över havet, eller 319 meter över den omgivande terrängen. Bredden vid basen är 3,8 km.
Terrängen runt Groban är huvudsakligen kuperad. Trakten runt Groban är nära nog obefolkad, med mindre än två invånare per kvadratkilometer. Trakten runt Groban består i huvudsak av gräsmarker.